# Dushkot Island
Dushkot Island ist eine kleine unbewohnte Insel der Fox Islands, die zu den Aleuten gehören. Das etwa 600 m lange Eiland liegt östlich von Unalaska.